# Synagoga w Szumowie
Synagoga w Szumowie – synagoga ze Śniadowa znajdująca się w Szumowie, przy ulicy 1 Maja 65.

## Historia
Synagoga została zbudowana około 1933. Pierwotnie bożnica stała w Śniadowie. Wybudował ją cieśla Jan Wojs ze wsi Duchny Nowe. Po wymordowaniu Żydów ze Śniadowa w 1942 przez Niemców budynek został przeznaczony ma magazyn zboża. Drewniana synagoga w Szumowie została rozebrana w czasie wojny, a z pozyskanego materiału zakupionego przez rodzinę Wysockich ze Srebrnej wybudowano budynki gospodarcze. Synagogę ze Śniadowa w 1946 zakupił proboszcz ks. Eugeniusz Grodzki. Budynek rozebrano i przewieziono na nowe miejsce. Franciszek Czartoryski oraz Dominik Radziejewski (wykonał szalunki) odtworzyli budynek. Synagoga została zaadaptowana na dom parafialny.

## Architektura
Drewniany budynek konstrukcji sumikowo-łątkowej. Wzniesiony na planie prostokąta. Bryłę zachowano, zmieniono układ wnętrz, dodano okna i drzwi. Ściany szalowane, deski układane na przylgę albo na dotyk, z ozdobnym profilowaniem pośrodku. Dach czterospadowy z półkolistymi lukarnami w połaciach, kryty blachą ocynkowaną. Stropy drewniane, płaskie; na odeskowaniu mata trzcinowa i cynk. Zachowały się oryginalne okna.